# 糟屋久季
糟屋 久季（かすや ひさすえ）は、鎌倉時代前期の武将。糟屋有季の四男
。
後鳥羽上皇と鎌倉幕府の対立による承久の乱では、上皇方の官軍として出陣し、6月3日、東海道を下って幕府軍と対峙した。5日、大井戸の戦いで負傷した（『吾妻鏡』）。
乱で討ち死にしたともされるが、詳細は不明。